# Gentianella formosissima
Gentianella formosissima är en gentianaväxtart som först beskrevs av David Don och George Don jr, och fick sitt nu gällande namn av Fabris och J.S. Pringle. Gentianella formosissima ingår i släktet gentianellor, och familjen gentianaväxter. Inga underarter finns listade i Catalogue of Life.